# Светимость
Светимость — название ряда физических величин.

## Фотометрическая светимость
В фотометрии светимость — световая величина, представляющая собой световой поток излучения, испускаемого с малого участка светящейся поверхности единичной площади. Она равна отношению светового потока, исходящего от рассматриваемого малого участка поверхности, к площади этого участка:
{\displaystyle M_{v}={\frac {\mathrm {d} \Phi _{v}}{\mathrm {d} S}}},
где dΦv — световой поток, испускаемый участком поверхности площадью dS.
Светимость в Международной системе единиц (СИ) измеряется в лм/м². 1 лм/м² — это светимость поверхности площадью 1 м2, излучающей световой поток, равный 1 лм.
Аналогом светимости в системе энергетических фотометрических величин является энергетическая светимость (излучательность). Её определение аналогично определению светимости, но вместо светового потока Φv используется поток излучения Фe. Единица энергетической светимости в СИ — Вт/м².

## Светимость небесного тела
Светимость в астрономии — полная энергия, излучаемая астрономическим объектом (планетой, звездой, галактикой и т. п.) в единицу времени. Измеряется в абсолютных единицах (СИ — Вт; СГС — эрг/с) либо в единицах светимости Солнца (L⊙ = 3,86⋅1033 эрг/с = 3,86⋅1026 Вт).
Светимость астрономического объекта не зависит от расстояния до объекта, от него зависит только видимая звёздная величина. Светимость — одна из важнейших звёздных характеристик, позволяющая сравнивать между собой различные типы звёзд на диаграммах «спектр — светимость», «масса — светимость». Светимость звёзд главной последовательности можно приближённо рассчитать по формуле:
{\displaystyle L=4\pi R^{2}\cdot \sigma T^{4},}
где R — радиус звезды, T — температура её фотосферы, σ — постоянная Стефана — Больцмана.
Светимость самых ярких звёзд в миллионы раз превышает светимость Солнца. Светимость взрыва гиперновой превышает светимость Солнца примерно в миллиард раз. Светимость самых ярких квазаров может превышать солнечную в сотни триллионов раз.